# Biuletyn Informacyjny
Biuletyn Informacyjny (с пол. — «Информационный бюллетень») — название польского периодического издания, выходившего в подпольных условиях при немецкой оккупации времён II Мировой войны. С 1939 по 1944 год издавался в Варшаве еженедельно (во время Варшавского восстания выходил каждый день), с 1944 по 1945 год издавался в Кракове. С 1939 по 1945 гг. являлся одним из главных подпольных периодических печатных изданий в оккупированной Польше.

## История
Первый номер вышел 5 ноября 1939 года в Варшаве тиражом 90 экземпляров. Издавался в Варшаве до 3 октября 1944 года. После подавления немецкими войсками Варшавского восстания стал издаваться с января 1945 года в Кракове.
Первоначально являлся периодическим изданием командования городского округа Варшавы подпольной организации «Служба победе Польши», позднее стал печатным органом Союза вооружённой борьбы и Армии крайовой. С весны 1941 года был печатным органом IV Отдела Управления информации и пропаганды Главного штаба Армии крайовой. Позднее стал официальным органом Делегатуры правительства на Польшу — Правительства Польского подпольного государства
Всего было выпущено 317 выпусков. Во время Варшавского восстания выходил тиражом в 20 тысяч экземпляров.
Последний номер вышел 19 января 1945 года в Кракове.

## Главные редакторы
- 1939—1944 гг.:
  - Александр Каминский, Станислав Березовский, Казимеж Вагнер, Мария Страшевская.
- 1944—1945 гг.:
  - Казимеж Куманецкий.